# Maria Kulle
Hulda Maria Charlotte Kulle (Svalöv, 26 de abril de 1960) é uma atriz sueca. Em 2005 ela recebeu um Prêmio Guldbagge por seu papel como Anna no filme Fyra nyanser av brunt (2004).

## Filmografia

### Cinema
- The Pitfall (1989)
- The Tattooed Widow (1998)
- Deadline (2001)
- Kim Novak badade aldrig i Genesarets sjö (2005)
- Allt om min buske (2007)
- Everlasting Moments (2008)
- Ted – För kärlekens skull (2018)

### Televisão
- Wallander (2006)
- Gynekologen i Askim (2007–2011)
- Bibliotekstjuven (2011)
- Crimes of Passion (2013)
- Fröken Frimans krig (2013–17)
- The Bridge (2015–18)